# Vlárský průsmyk
Vlárský průsmyk – stacja kolejowa w Brumov-Bylnicach, w kraju zlińskim, w Czechach pod adresem Sidonie 5. Jest stacją końcową linii z Uherské Hradiště. Znajduje się na wysokości 280 m n.p.m.
Na stacji istnieje możliwość zakupu biletów na wszystkiego rodzaju pociągi oraz rezerwacji miejsc. 

## Linie kolejowe
- 341 Staré Město u Uh. Hradiště - Vlárský průsmyk